# Trajectura perinsolens
Trajectura perinsolens is een soort in de taxonomische indeling van de Acanthocephala (haakwormen). De worm wordt meestal 1 tot 2 cm lang. Ze komen algemeen voor in het maag-darmstelsel van ongewervelden, vissen, amfibieën, vogels en zoogdieren.
De haakworm komt uit het geslacht Trajectura en behoort tot de familie Transvenidae. Trajectura perinsolens werd in 2001 beschreven door Pichelin & Cribb.